# بوتسانوویتسه
بوتسانوویتسه (به چکی: Bocanovice) یک منطقهٔ مسکونی در جمهوری چک است که در ناحیه فریدک-میستک واقع شده‌است. بوتسانوویتسه ۳٫۷۷ کیلومتر مربع مساحت و ۴۴۵ نفر جمعیت دارد.